# Oliver Goldsmith
Oliver Goldsmith (1728 vagy 1730. november 10. – 1774. április 4.) angol-ír költő, író és orvos. Ismertebb műve "A wakefieldi lelkész" (The Vicar of Wakefield) című családregénye (1766), és az "Elhagyatott falu" (The Deserted Village) (1770) című pásztoréneke, melyet elhunyt testvére emlékére írt.

## Élete
Vagy az ír Ballymahon városa melletti farmon született, ahol édesapja a Forgney-i egyházközség anglikán káplánja volt, vagy pedig az anyai nagyszülők Smith Hill-i házában, ahol nagyapja az Elphini egyházmegyei iskola tanító papja volt. Kétéves korában családja a Lissoy-i plébániába költözött, és egészen édesapja 1747-es haláláig ott is lakott.
Goldsmith 1749-ben szerezte bölcsészdiplomáját a dublini Szentháromság főiskolán (Trinity College) teológiai és jogi karon. Nevét ma is viseli a főiskola egyik előadója. Később medikushallgató volt az Edinburgh-i Egyetemen és a Leideni Egyetemen, majd Európában utazgatott és egyik napról a másikra élt. 1755 és 1757 között az olasz Padovai Egyetemen is tanult.
Londonban telepedett le, ahol gyógyszerész-asszisztensként dolgozott. Állandó adósságai és a szerencsejátékkal való problémái miatt rengeteget dolgozott londoni kiadóknak zugíróként. Néhány komolyabb munkájával azonban kiérdemelte az író és kritikus Samuel Johnson barátságát, aki szintén a bizonyos "Klub" alapító tagja lett. Remek művei és kicsapongó életvitele miatt kapta a sokat idézett "idióta művész" elnevezést Horace Walpoletól. Ez idő tájt a "James Willington" írói álnevet használta (egy volt iskolatársáét még a Szentháromság Főiskolából).
Goldsmith rendkívül féltékeny ember hírében állt. Szeretetre méltó, de rendetlen alak volt, akinek azért nem sikerült emigrálnia Amerikába, mert lekéste a hajóját.
Londonban 45 éves korában halt meg az "érzékenység" irányzatának kiemelkedő képviselője, részben azért mert vesebetegségét félrediagnosztizálta.

## Magyarul
- A vékfildi pap; ford. Csórja Ferenc; Református Kollégium Ny., Nagyenyed, 1831
- A wakefieldi pap; ford. Ács Zsigmond; Gallia, Kecskemét, 1855
- A vékfildi lelkész. Elbeszélés, 1-2.; Heckenast, Pest, 1858 (Vasárnapi könyvtár)
- Egy világpolgár levelei; ford. Csernátony Lajos; Légrády, Pest, 1872
- A wakefieldi lelkész, 1-2. köt.; ford. Czeglédy Sándor; Sylvester, Tahitótfalu, 1926
- Találkozás Mitugrász Úrral; Mitugrászék háza tája; ford. Ruttkay Kálmán; in: Hagyomány és egyéniség. Az angol esszé klasszikusai; vál. Európa Könyvkiadó munkaközössége, közrem. Ruttkay Kálmán, Ungvári Tamás, utószó Abody Béla, jegyz. Abádi Nagy Zoltán; Európa, Bp., 1967
- Bátraké a szerelem. Vígjáték; ford., rend. utószó Tatár Eszter; NPI, Bp., 1971 (Színjátszók kiskönyvtára)

## Érdekesség
Londonban létezik egy általános iskola, mely Oliver Goldsmith nevét viseli.